# Clotilde García del Castillo
Clotilde García del Castillo, née à 5 janvier 1865 à Valence et morte le 5 janvier 1929 à Madrid  est l’épouse et la muse du peintre Joaquín Sorolla, ainsi que la fondatrice du musée Sorolla.

## Biographie
Clotilde García del Castillo, née à Valence, est la fille d'Antonio García Peris, célèbre photographe et peintre valencien, et de Clotilde del Castillo ; elle a un frère (Juan Antonio) et quatre sœurs.
Juan Antonio García del Castillo étudie à l'École des beaux-arts de Valence avec Joaquín Sorolla, avec lequel il a noué des liens d'amitié,. 
C'est cette amitié qui fait que Clotilde rencontre Joaquín dès son plus jeune âge, ce dernier ayant également travaillé pour son père dans le studio de photographie.

### Mariage avec Joaquín Sorolla

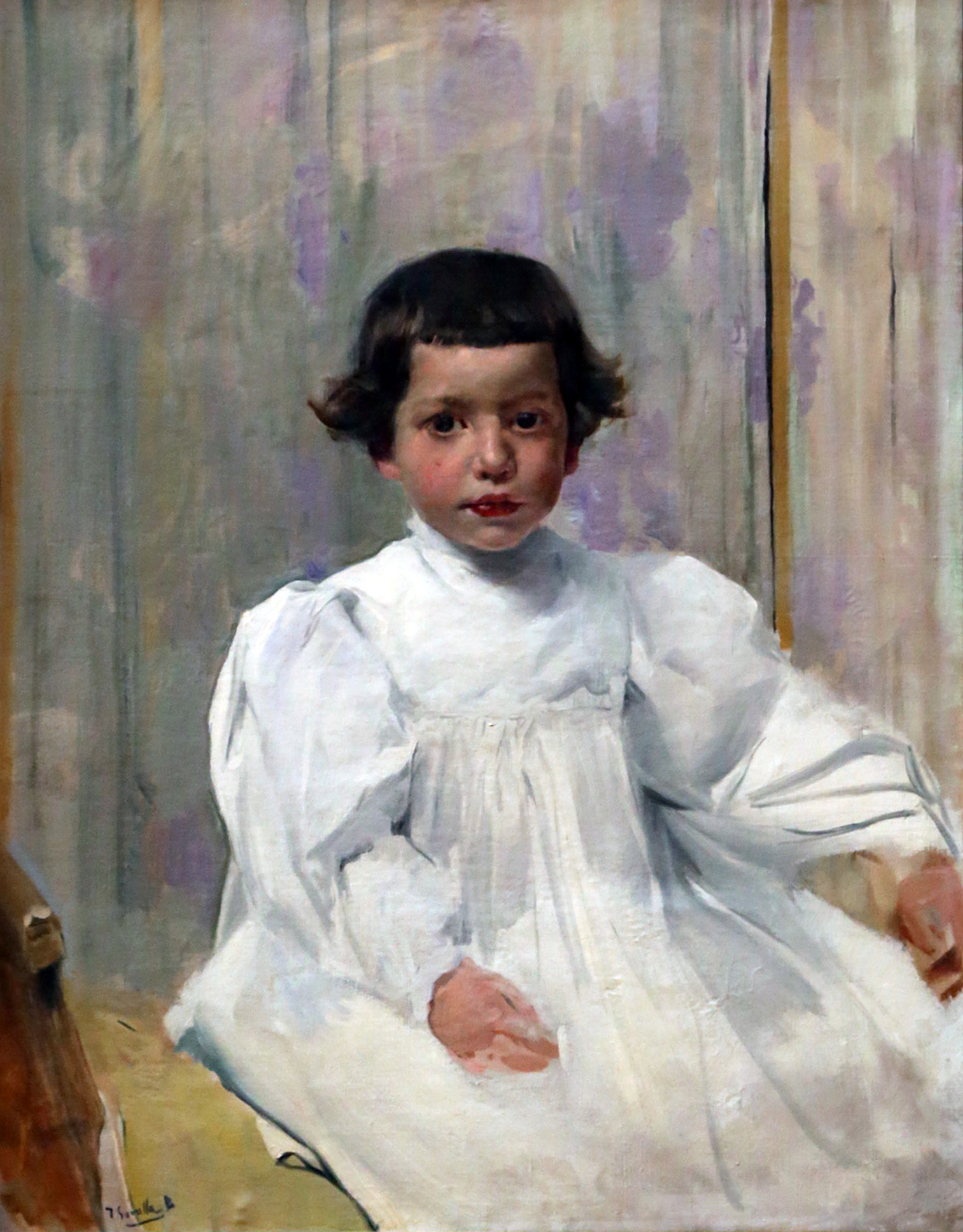
Joaquín Sorolla García vêtu de blanc, 1896
Musée Sorolla, Madrid

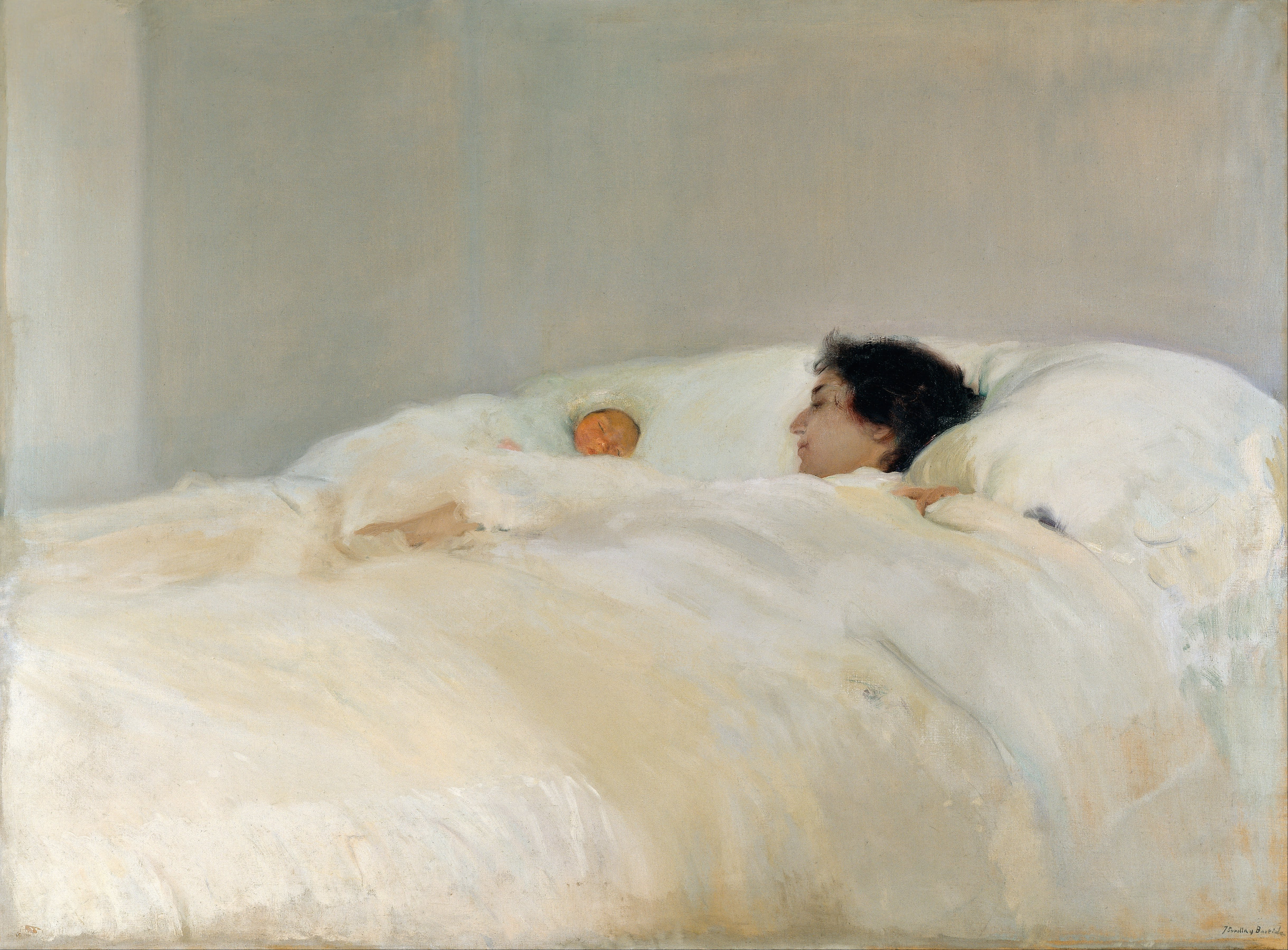
Mère, Sorolla, 1895-1900.

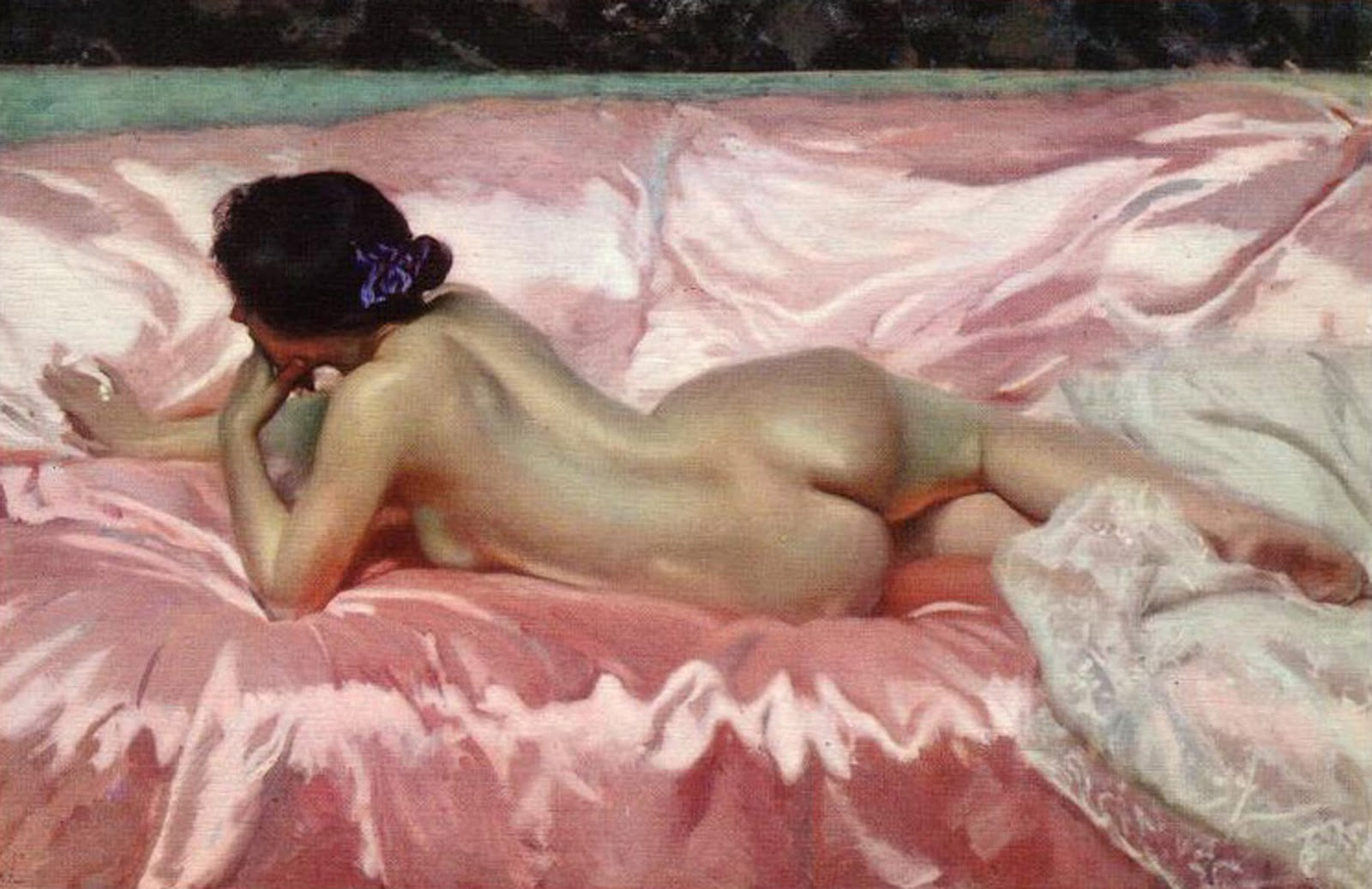
Nu féminin, Sorolla, 1902.

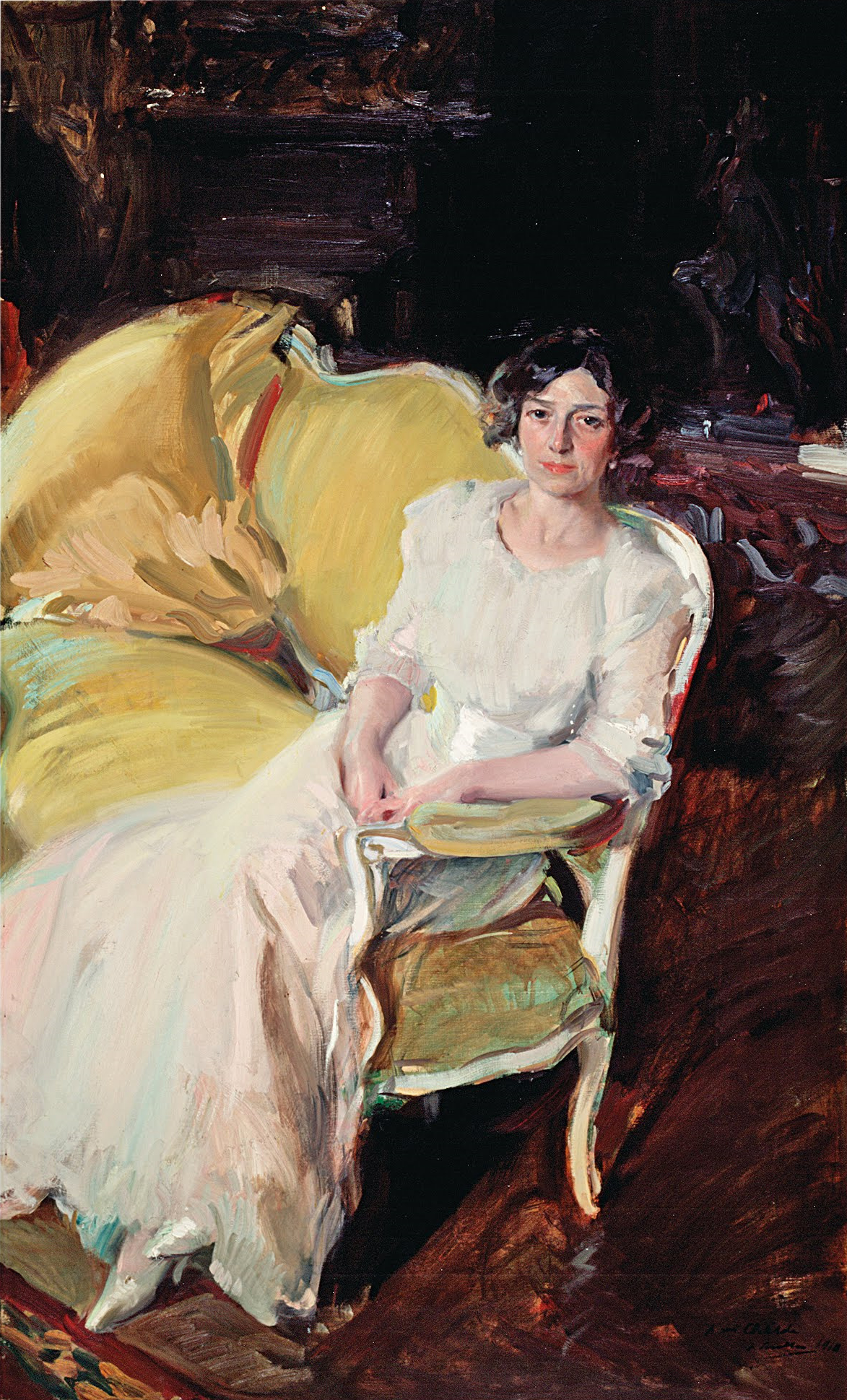
Clotilde assise sur un canapé, Sorolla, 1910.

Clotilde García del Castillo épouse Joaquín Sorolla le 8 septembre 1888 dans la paroisse de San Martín. Ils décident de se rendre en Italie, dans la ville d’ Assise.
À leur retour en Espagne, ils s'installent à Madrid, sur la Plaza del Progreso, le lieu le plus propice pour mieux faire connaître les tableaux de Sorolla.
Le couple n'avait encore jamais été séparé, mais en 1890, leur première fille, María Clotilde, naît et alors qu'ils passaient les vacances de Noël avec la famille de Clotilde à Valence, la petite fille tombe malade et Clotilde reste dans la maison de ses parents, tandis que le peintre rentre à Madrid. 

En novembre 1892, le deuxième enfant du couple, Joaquín, naît à Valence et le couple est encore une fois séparé, temporairement et pour des raisons de travail de Sorolla. Ainsi, entre les naissances et les fréquentes maladies des petits, Clotilde reste longtemps à Valence, où elle peut compter sur l'aide de sa famille. 

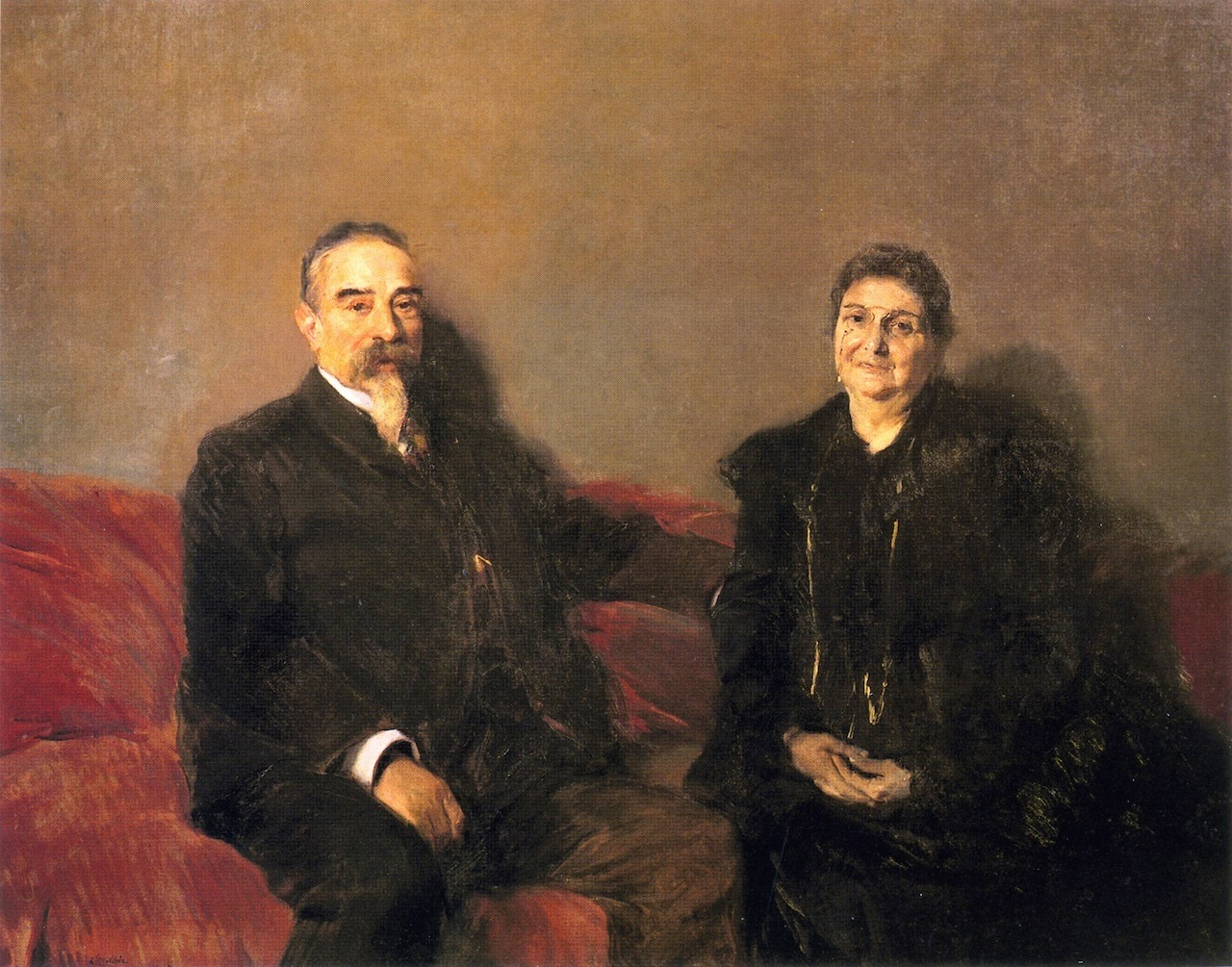
Les Grands-parents de mes enfants (Antonio García et Clotilde del Castillo)
Joaquim Sorolla, 1905
Musée des Beaux-Arts de Valence

Au cours de ses séjours à Valence, Joaquín peint plusieurs tableaux tels que le Retour de la pêche : halage de la barque ainsi que Et en plus elles disent que le poisson est cher ! en 1894. Au cours de ses fréquentes séparations, l’artiste écrit de nombreuses lettres à sa femme, qui font actuellement partie de l’exposition du musée et dans lesquelles il est clair que l’amour du couple a une grande importance, de même que le métier du peintre et ses succès,. 
En 1895, la troisième fille du couple, Elena, naît à Valence, alors que Sorolla se trouve à Paris. À son retour, il peint le tableau de maternité Mère, qui est terminé en 1900. Et en 1902, il signe la toile Nu féminin (Desnudo de mujer), avec un modèle de dos qui rappelle le corps de Clotilde.
En 1904, la famille déménage dans une maison avec jardin située dans la rue Miguel Ángel à Madrid. À cette époque, Clotilde a déjà commencé à prendre les rênes de l'administration, non seulement du foyer, mais également de tout le travail lié aux activités de son mari. Elle tient la comptabilité de son travail et organise les expositions, notamment la première exposition personnelle de Sorolla à Paris.
En 1907, lorsque la petite María Clotilde est diagnostiquée comme porteuse de tuberculose, Clotilde et les enfants s'installent temporairement à El Pardo. Ce transfert et le soin que le petit nécessaire exige empêchent Clotilde de participer à l'organisation de la deuxième exposition individuelle de Sorolla, qui se déroule à Berlin, Düsseldorf et Cologne ; et celle-ci ne rencontre pas le succès escompté. 
En 1909, Clotilde et toute la famille se rendent à New York pour l'exposition qui inaugure la Société hispaniquede New York sous les auspices d'Archer Milton Huntington. 
Ce va-et-vient de toute la famille dans différents endroits, en Espagne et à l'étranger, est répété fréquemment, parfois pour finaliser les préparatifs de nouvelles expositions; d'autres fois afin d'être aux côtés de l'artiste tout en préparant les peintures de ses prochaines expositions. 
À Madrid, les travaux ont commencé sur la nouvelle maison familiale, cette fois sur la rue du Général Martinez Campos, qui allait devenir le siège du musée Sorolla. 
En 1911, Clotilde se rend à Chicago et à Saint-Louis avec son mari pour présenter l'exposition Joaquín Sorolla y Bastida. 
En 1913, son fils Joaquín, étudiant à Londres, a un accident de moto et Clotilde, accompagnée de sa fille Elena, mais sans Sorolla, déménage à Londres pour s'occuper de lui. Dans les années suivantes, les transferts et les voyages dans différents endroits se poursuivent et, parallèlement, il y a, d'une part, le mariage de sa fille María avec Francisco Pons Arnau ; et un peu plus tard, la maladie et la mort de la mère de Clotilde, qui les fait déménager pendant un certain temps à Valence, depuis Séville (lieu où ils avaient établi résidence en raison du travail de l'artiste).
En 1918, Clotilde subit la mort de son père. et deux ans plus tard, en 1920, Sorolla a une hémiplégie alors qu'il peint le portrait de l'épouse de Ramón Pérez de Ayala. Clotilde se concentre sur les soins de son mari et c'est son fils Joaquin qui est responsable du montage de la prochaine exposition, qui se déroule à New York.
Clotilde, avec Sorolla, déménage à Cercedilla pour permettre au peintre de mieux récupérer, mais il meurt finalement trois ans plus tard.

Portraits par Joaquim Sorolla
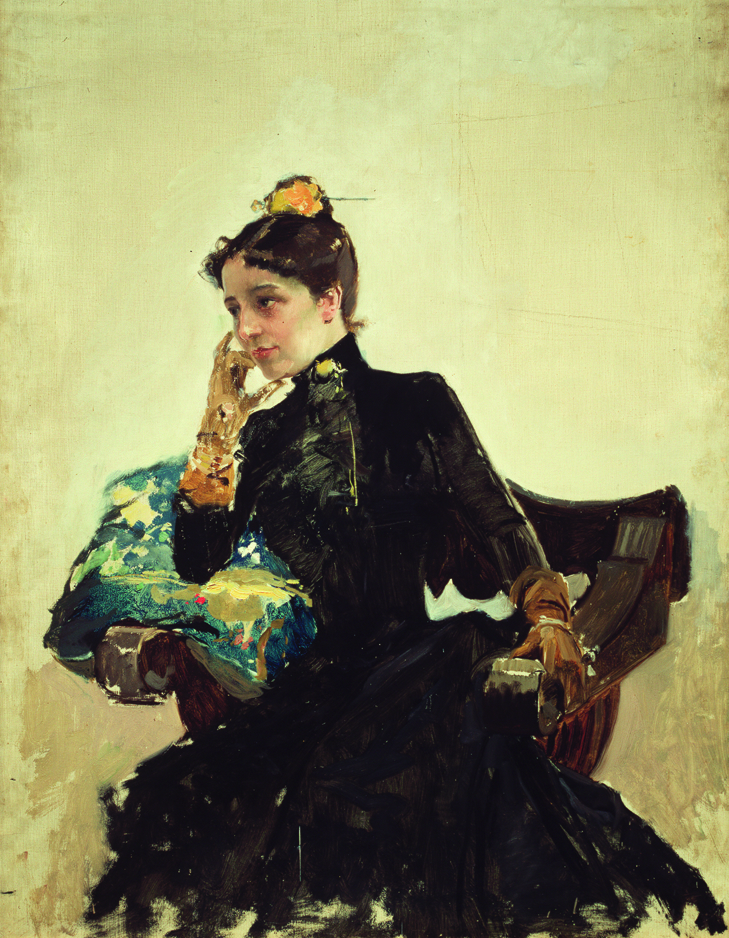
Clotilde García del Castillo, 1890 Musée Sorolla, Madrid
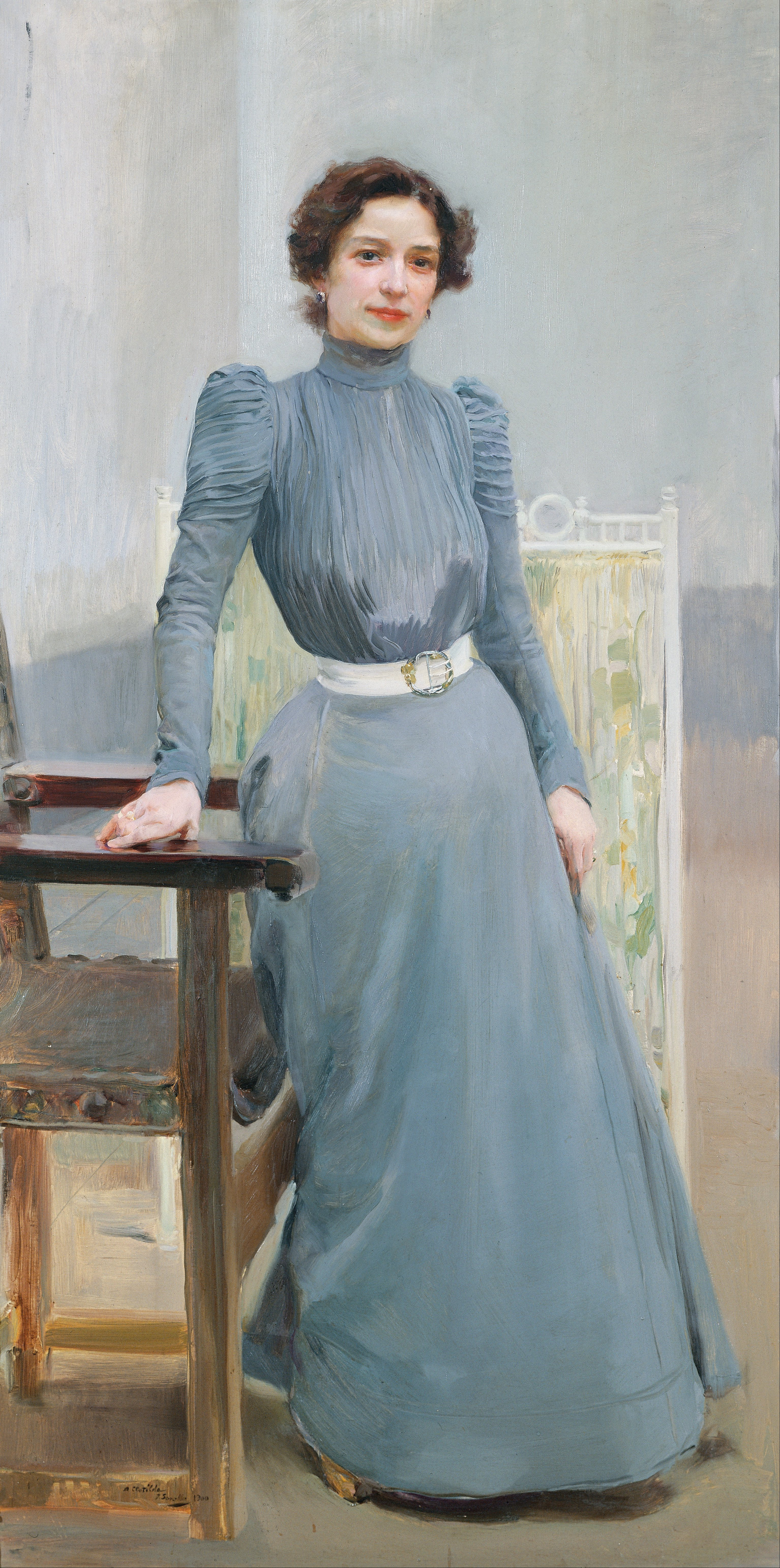
Clotilde en robe grise, 1900 Musée Sorolla, Madrid
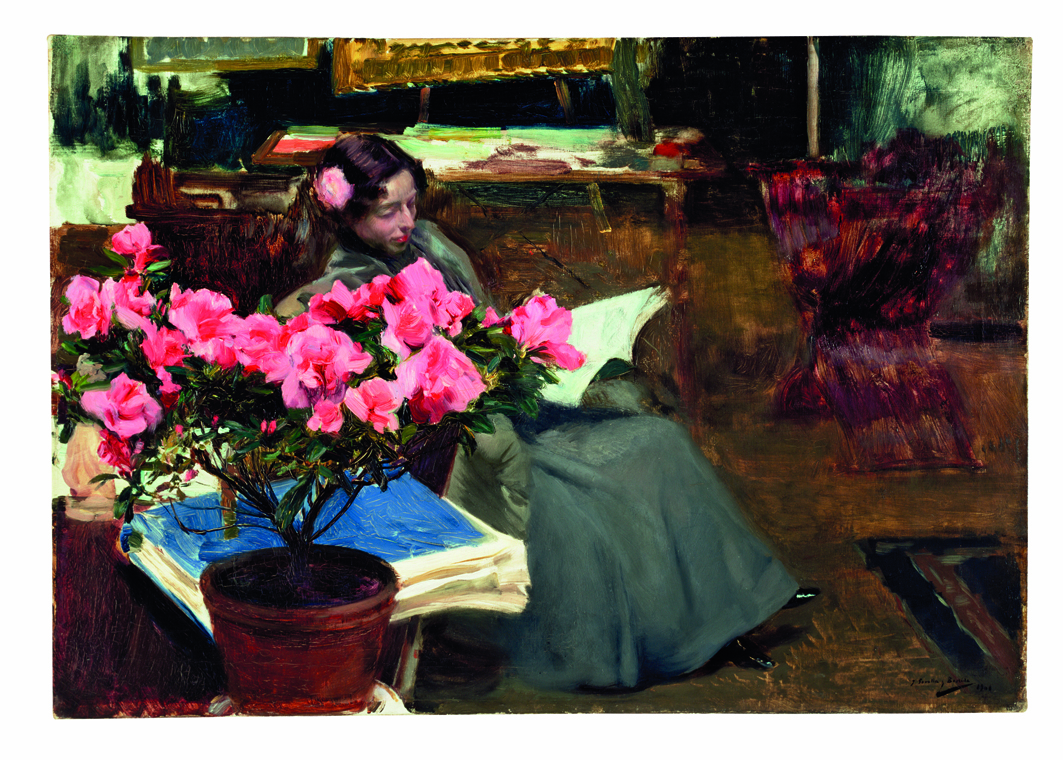
Clotilde dans l'atelier, 1900 Musée Sorolla, Madrid
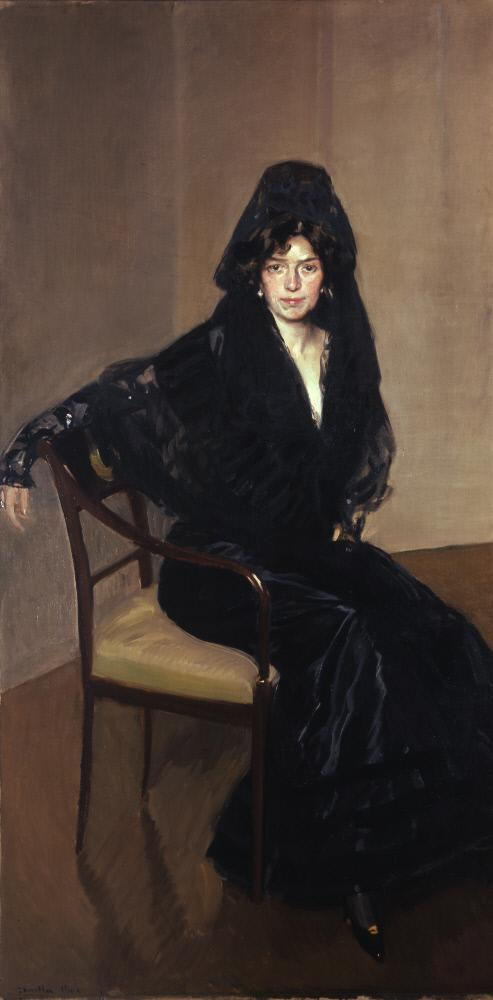
Señora de Sorolla avec une mantille espagnole, 1902 The Hispanic Society of America, New York
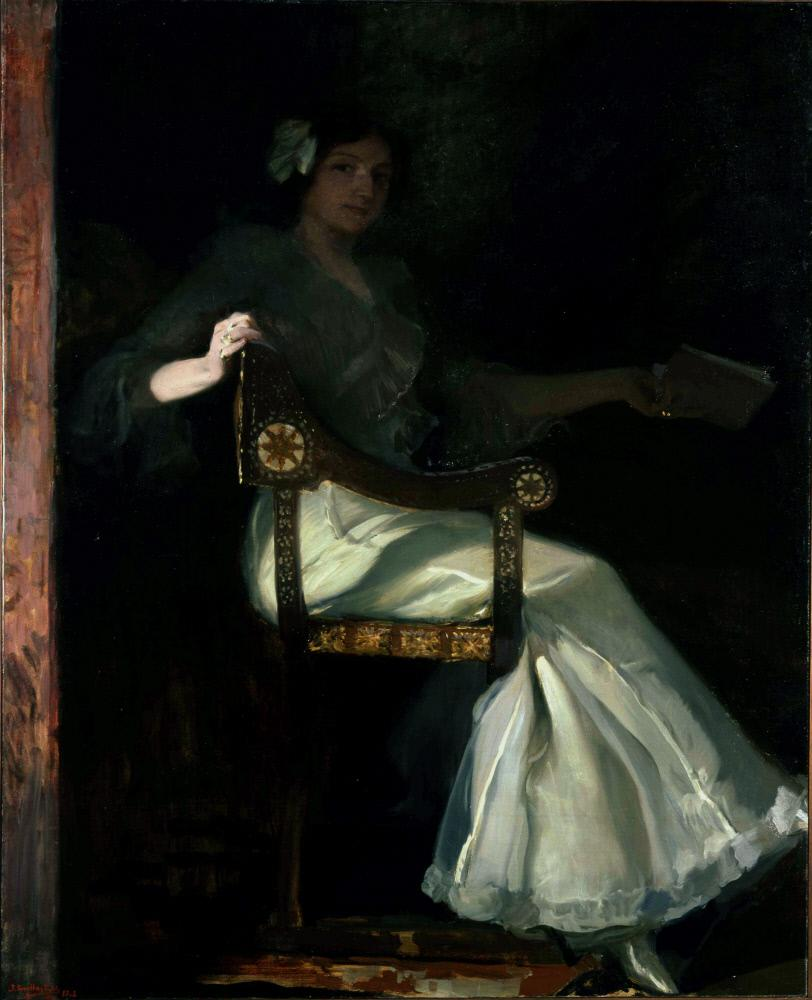
Señora de Sorolla en blanc, 1902 The Hispanic Society of America, New York
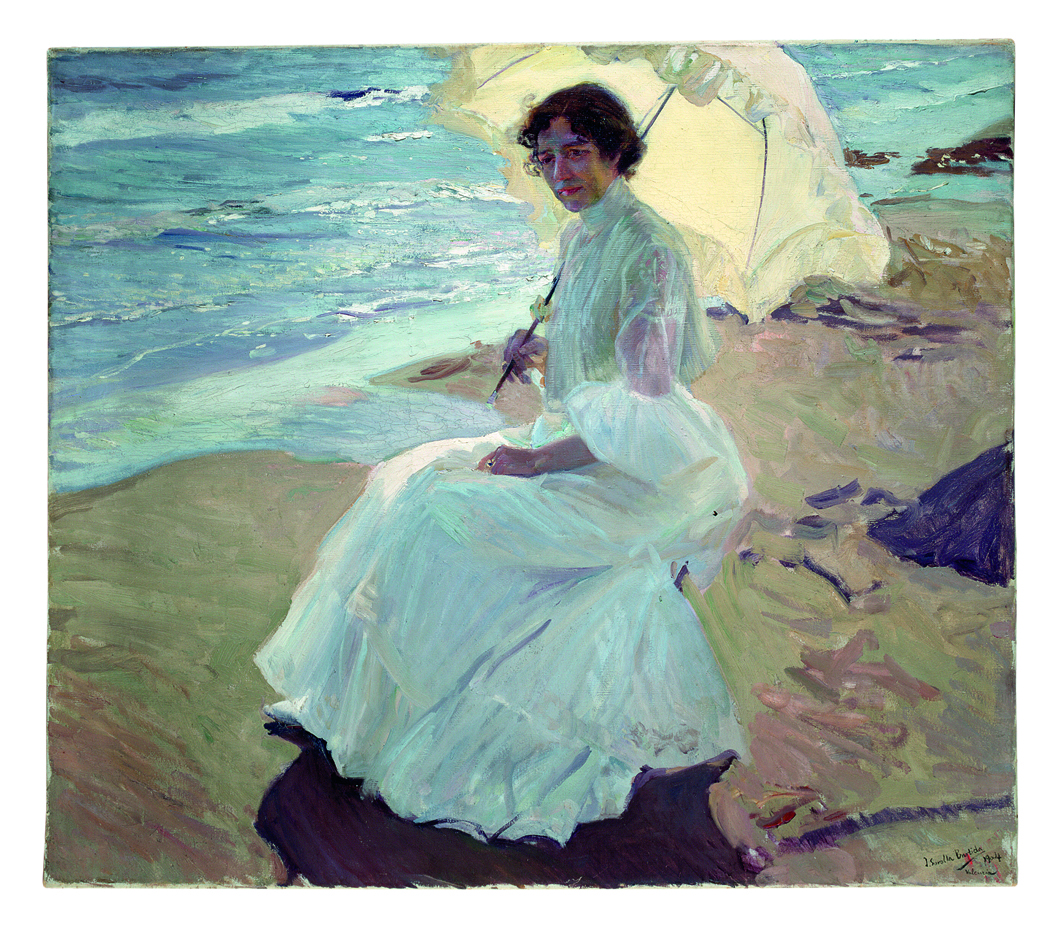
Clotilde à la plage, 1904 Musée Sorolla, Madrid
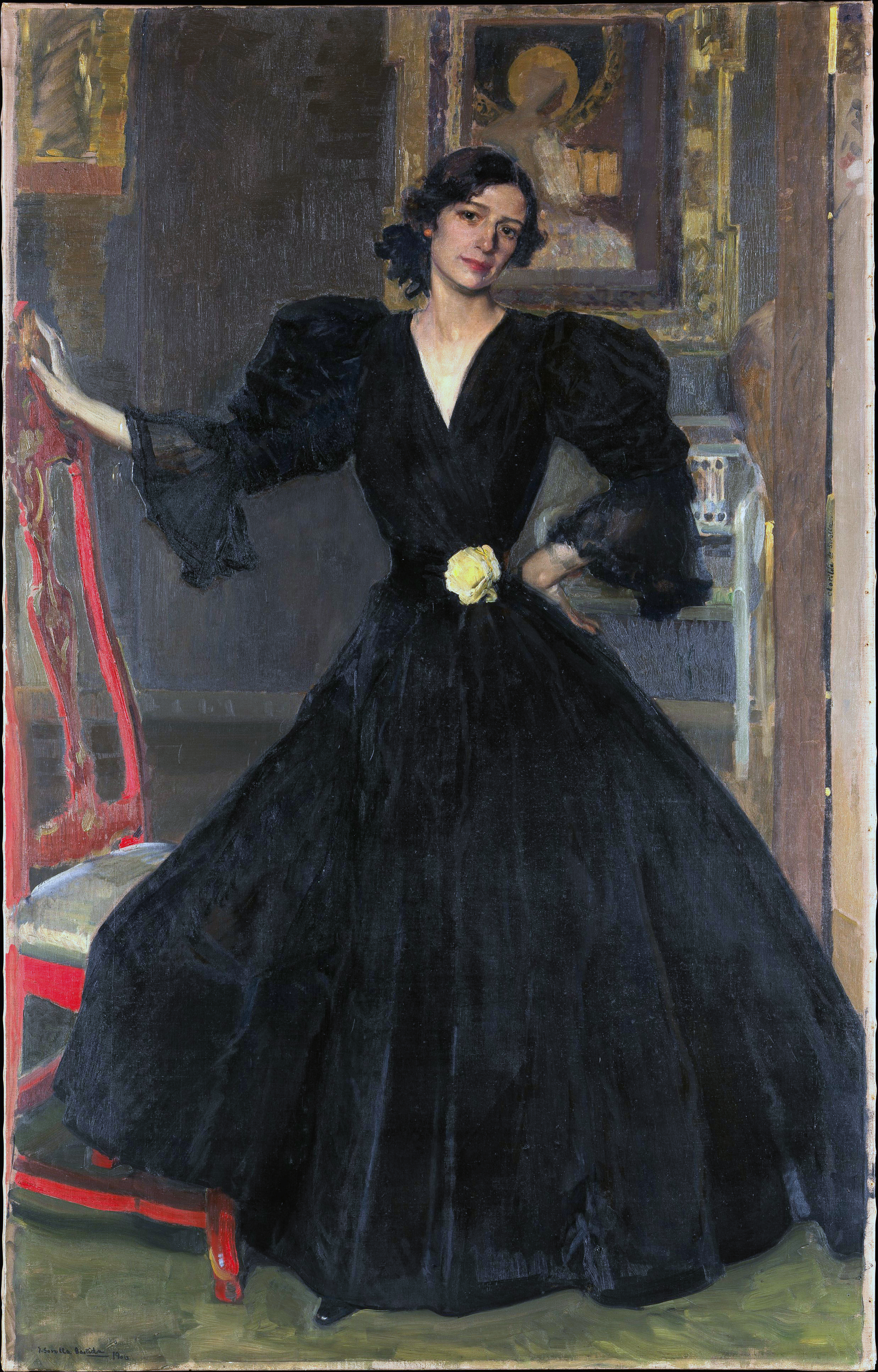
Señora de Sorolla en noir, 1906 Metropolitan Museum, New York
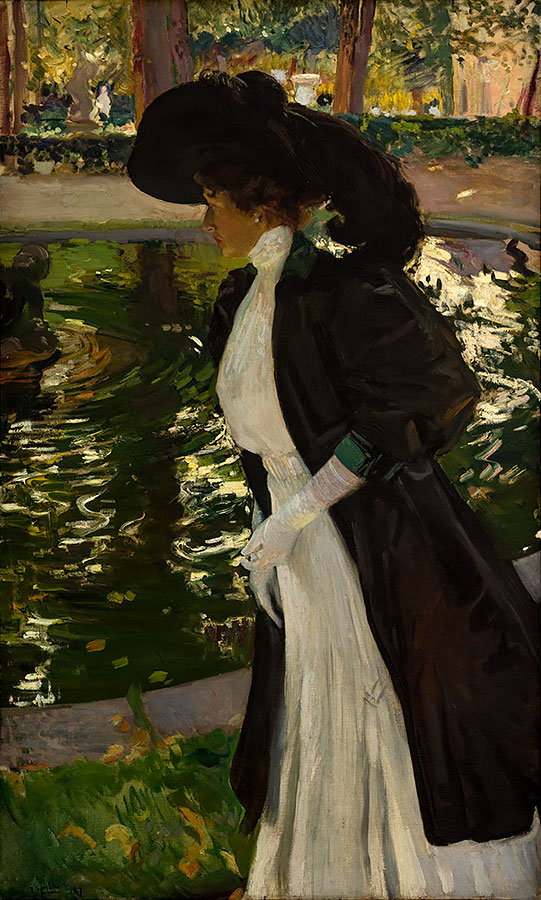
Clotilde se promenant dans les jardins de La Granja Musée national des Beaux-Arts (Cuba)

### Veuvage

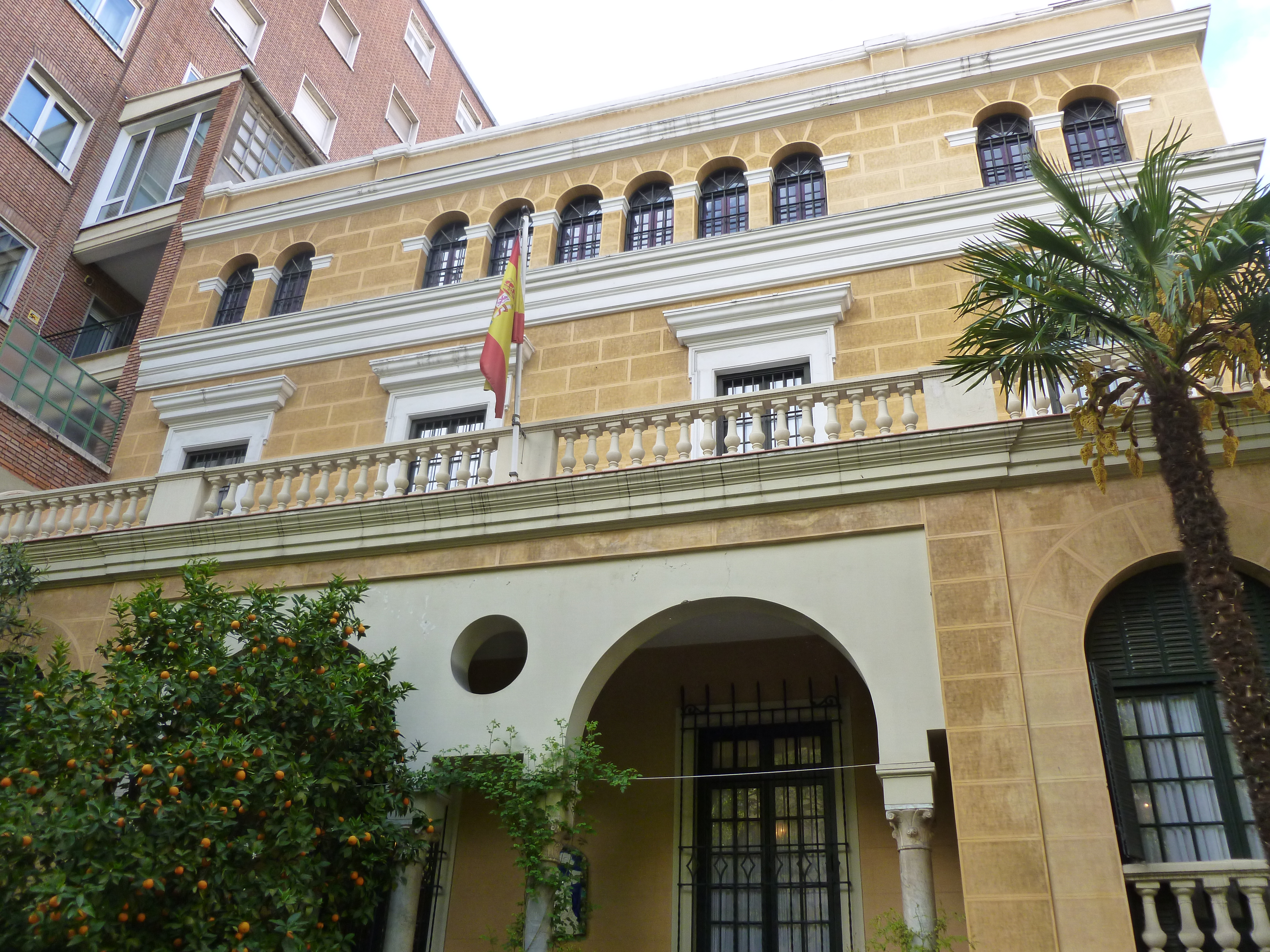
Musée Sorolla.

Après la mort de Sorolla, Clotilde poursuit ses activités d'administrateur du travail de son mari. 
Clotilde a été une grande source d'inspiration pour Sorolla et, à travers ses peintures, l'artiste reflète sa vie de famille et le monde élégant de la bourgeoisie. Clotilde est pour Sorolla, en plus d'épouse et de mère de ses enfants, synonyme d’élégance et de classe.
Après la mort de son mari, Clotilde décide de céder le travail de Sorolla et sa maison à l'État espagnol. De cette manière, les œuvres de Sorolla deviennent un bien national et font de sa famille un des premiers bienfaiteurs de la nation. De par sa détermination, elle oblige également ses enfants à abandonner l'héritage des tableaux paternels. 
Elle fonde ainsi le musée Sorolla,.